# 달력상으로는 디셈버
〈달력상으로는 디셈버〉(暦の上ではディセンバー 코요미노 우에데와 디셈바[*])는 2013년 상반기 방송의 NHK 연속 TV 소설 《아마짱》의 극 중 등장하는, 가공의 아이돌 그룹 〈아메요코 여학원 예능 코스〉의 악곡이다. 2013년 6월 29일에 빅터 엔터테인먼트로부터 다운로드 싱글로 발매되었다.

## 차트 성적
전달 개시 첫날의 레코쵸쿠의 싱글 부문 데일리 차트에서 1위를 획득. 또, 7월 2일부터 전달된 iTunes Store의 싱글 종합 차트에서도 1위를 획득했다.

## 수록곡
1. 暦の上ではディセンバー / 달력상으로는 디셈버
  - 작사: 쿠도 칸쿠로 / 작곡: 오오토모 요시히데, Sachiko M, 에토 나오코, 타카이 야스오 / 편곡: 타카이 야스오

## 베이비레이즈판
〈달력상으로는 디셈버〉(暦の上ではディセンバー 코요미노 우에데와 디셈바[*])는 베이비레이즈의 5번째 싱글이다. 2013년 9월 11일에, 포니캐년으로부터 발매되었다.

### 수록곡
CD
1. 暦の上ではディセンバー（ベイビーレイズVer.） / 달력상으로는 디셈버 (베이비레이즈 Ver.) [3:43]
작사: 쿠도 칸쿠로 / 작곡: 오오토모 요시히데, Sachiko M, 에토 나오코, 타카이 야스오 / 편곡: 타카이 야스오
2. 暦の上ではディセンバー（ベイビーレイズVer.） -Instrumental-

DVD
1. 暦の上ではディセンバー (베이비레이즈 안무 Ver.)

특전
초회 생산분에만 봉입.
1. 이벤트 참가권
2. 오리지널 트레이닝 카드 전 5종으로부터 1종

## 같이 보기
- 아마짱
- 파도소리의 메모리
- 연속 TV 소설 〈아마짱〉 오리지널 사운드트랙